# Shlomo Itzkovitch
Shlomo Itzkovitch (hebr. ‏שלמה איצקוביץ‎) (ur. 1896 w Łodzi, zm. 1973 w Hajfie, Izrael) – izraelski malarz pochodzenia polskiego.

## Życiorys
Urodził się w Łodzi jako Samuel Ickowicz. W latach 1916–1917 uczył się sztuki zdobniczej w szkole Związku Artystów Pracujących w rodzinnym mieście, a następnie wyjechał do Niemiec, gdzie do 1925 działał w środowisku artystycznym. W 1926 wyjechał do Holandii, był uczniem kursów w Akademii Sztuki w Rotterdamie, a na utrzymanie zarabiał jako scenograf. W 1935 wyemigrował do Mandatu Palestyny i zamieszkał w Hajfie. Tworzył obrazy w stylu ekspresjonistycznym, inspirowane ruchem sztuki współczesnej. Do najsłynniejszych należą pejzaże Izraela.  